# Хосе Басуальдо
Хосе Басуальдо (ісп. José Basualdo, нар. 20 червня 1963, Кампана) — аргентинський футболіст, що грав на позиції півзахисника. По завершенні ігрової кар'єри — тренер.
Виступав, зокрема, за клуби «Велес Сарсфілд» та «Бока Хуніорс», а також національну збірну Аргентини, у складі якої був учасником двох чемпіонатів світу та переможцем Кубка Америки.

## Клубна кар'єра
У дорослому футболі дебютував 1981 року виступами за команду «Вілья Далміне», в якій провів п'ять сезонів, взявши участь у 73 матчах чемпіонату. Після цього у 1987—1989 роках грав за місцеве «Депортіво Мандію».
У 1989 році він підписав контракт з німецьким «Штутгартом». У Німеччині він провів два сезони, будучи основним півзахисником команди. У 1991 році він повернувся на батьківщину, де без особливих досягнень виступав за «Расінг» (Авельянеда).
У 1992 році Хосе перейшов у «Велес Сарсфілд». У своєму першому ж сезоні Басуальдо разом з новою командою став чемпіоном Клаусури 1993. У наступному році він допоміг «Велесу» завоювати Кубок Лібертадорес і домогтися перемоги в Міжконтинентальному кубку. У 1995 році Хосе вдруге виграв національну першість.
В січні 1996 року Хосе перейшов в «Бока Хуніорс», за який виступав до літа. У липні Басуальдо виїхав до Іспанії, де виступав за команди Сегунди — «Екстремадуру» і «Реал Хаен».
У 1998 році він повернувся в Аргентину, підписавши контракт з командою «Депортіво Еспаньйол». У новому клубі він провів півроку, після чого вдруге вирішив спробувати свої сили в стані «Бока Хуніорс». У складі «Боки» Басульдо три рази виграв чемпіонат Аргентини, а також вдруге в кар'єрі став володарем Кубка Лібертадорес та Міжконтинентального кубка.
Після відходу з клубу в 2001 році Хосе намагався реанімувати свою кар'єру, повертаючись у свої колишні команди — «Екстремадура», «Велес Сарсфілд» та «Вілья Далміне». У 2003 році він вирішив завершити кар'єру футболіста в клубі, в якому її і почав.

## Виступи за збірну
1989 року дебютував в офіційних матчах у складі національної збірної Аргентини і того ж року був учасником розіграшу Кубка Америки 1989 року у Бразилії, на якому команда здобула бронзові нагороди.
Наступного року зі збірною був основним гравцем на чемпіонаті світу 1990 року в Італії, де зіграв у семи матчах, в тому числі й у фіналі, і разом з командою здобув «срібло».
Надалі у складі збірної був учасником Кубка Америки 1993 року в Еквадорі, здобувши того року титул континентального чемпіона, та чемпіонату світу 1994 року у США, але на кожному з турнірів зіграв лише по одній грі.
Всього протягом кар'єри у національній команді, яка тривала 7 років, провів у формі головної команди країни 31 матч.

## Кар'єра тренера
Розпочав тренерську кар'єру невдовзі по завершенні кар'єри гравця, 2004 року, очоливши тренерський штаб клубу «Депортіво Кіто». Надалі очолював низку латиноамериканських футбольних клубів.

## Досягнення
- Чемпіон Аргентини: Клаусура 1993, Апертура 1995, Клаусура 1998, Клаусура 1999, Апертура 2000
- Володар Кубка Лібертадорес: 1994, 2000
- Володар Рекопи Південної Америки: 1995
- Володар Міжконтинентального кубка: 1994, 2000

Збірні
- Володар Кубка Америки: 1993
- Бронзовий призер Кубка Америки: 1989
- Віце-чемпіон світу: 1990